# Enrique Lozano
Carlos Enrique Lozano Guerrero (mayo de 1972, Santiago de Cali. Colombia) es un dramaturgo y director colombiano.

## Biografía
Egresado del posgrado en Dramaturgia de la Universidad de Antioquia, Medellín, Colombia, y del programa de dramaturgia del Instituto Nacional de Arte Dramático de Australia. También cursó un máster en Escritura Creativa de la Universidad de Nueva Gales del Sur en Sídney, Australia. 

En 1998 se puso en escena su primera obra, Días impares, por Teatro del Valle (germen del posterior Teatro del Valle Independiente) y dirigida por el maestro Alejandro González Puche. En el año 2001, fundó junto a Ariel Martínez Silva y Elizabeth Sánchez la compañía Cualquiera Producciones. Durante su estancia en el grupo dirigió cuatro de sus obras: Crochet (2001), B.A.M. (Breve Anotación de Movimiento) (2002), La familia nuclear (2003) y La Sierra Nevada de Eliseo Reclus (2009).

Ha escrito una veintena de textos dramáticos, entre los que se destacan: Los difusos finales de las cosas, por el que ganó el Premio Nacional de Dramaturgia 2006; Noche oscura, lugar tranquilo, merecedor del Premio Nacional de Dramaturgia 2015; y "Transmigración, los lobos no van a la guerra", ganador del Premio Nacional de Dramaturgia de la Universidad de Antioquia 2015.

Sus obras han sido estrenadas en Colombia, Argentina, México, Italia, Francia y Australia. Sus textos han sido traducidos al francés, italiano e inglés. 

Ha sido docente de la Maestría en Escrituras Creativas de la Universidad Nacional de Colombia en Bogotá, de la Diplomatura en Dramaturgia del Centro Paco Urondo de la Universidad de Buenos Aires y de los programas de arte dramático de la Universidad del Valle y del Instituto Departamental de Bellas Artes de Cali, entre otros.

Actualmente reside en Argentina.

## Reconocimientos
- Días impares. Premio Jorge Isaacs para autores vallecaucanos en la modalidad de dramaturgia; Gobernación del Valle del Cauca; Cali, Colombia (1998)
- Los difusos finales de las cosas. Premio Nacional de Dramaturgia; Embajada de Francia, Alianzas Colombo Francesas; Bogotá, Colombia (2006)
- La Sierra Nevada de Eliseo Reclus. Programa internacional de residencias artísticas Aux Recollets; París, Francia (2008)
- Noche oscura, lugar tranquilo. Premio Nacional de Dramaturgia; Ministerio de Cultura; Bogotá, Colombia (2015)
- Transmigración (los lobos no van a la guerra). Premio Nacional de Dramaturgia; Universidad de Antioquia; Medellín, Colombia (2015)

## Teatro escogido
- Días impares (enlace roto disponible en Internet Archive; véase el historial, la primera versión y la última).. Cali, Colombia (1998)
- Crochet. Cali, Colombia (2001)
- B.A.M.(Breve Anotación de Movimiento). Cali, Colombia (2002)
- No tienes que hablar con nadie, con Fernando Vidal. Cali, Colombia (2002)
- La familia nuclear. Cali, Colombia (2003)
- Otra de leche. Cali, Colombia-Paris, Francia (2003-2005)
- Los difusos finales de las cosas. Cali, Colombia (2006)
- Desaparecido. Buenos Aires, Argentina (2007)
- Viene nieve. Buenos Aires, Argentina (2008)
- La Sierra Nevada de Eliseo Reclus. París, Francia (2008)
- La ira de Kinski. Bogotá (2014)
- Yodo (enlace roto disponible en Internet Archive; véase el historial, la primera versión y la última).. Bogotá (2015)
- Noche oscura, lugar tranquilo. Villa Mascardi, Argentina (2015)
- Transmigración (los lobos no van a la guerra). Buenos Aires, Argentina (2015)